# Liste der Monuments historiques in Aulnay-l’Aître
Die Liste der Monuments historiques in Aulnay-l’Aître führt die Monuments historiques in der französischen Gemeinde Aulnay-l’Aître auf.

## Liste der Objekte
| Bezeichnung | Beschreibung                                      | Standort                                  | Kennzeichnung | Schutzstatus | Datum | Bild |
| ----------- | ------------------------------------------------- | ----------------------------------------- | ------------- | ------------ | ----- | ---- |
| Kruzifix    | Holz, farbig gefasst, Anfang des 14. Jahrhunderts | in der Kirche St-Pierre-et-St-Paul (Lage) | PM51003721    | Classé       | 2019  |      |